# What’s that noise

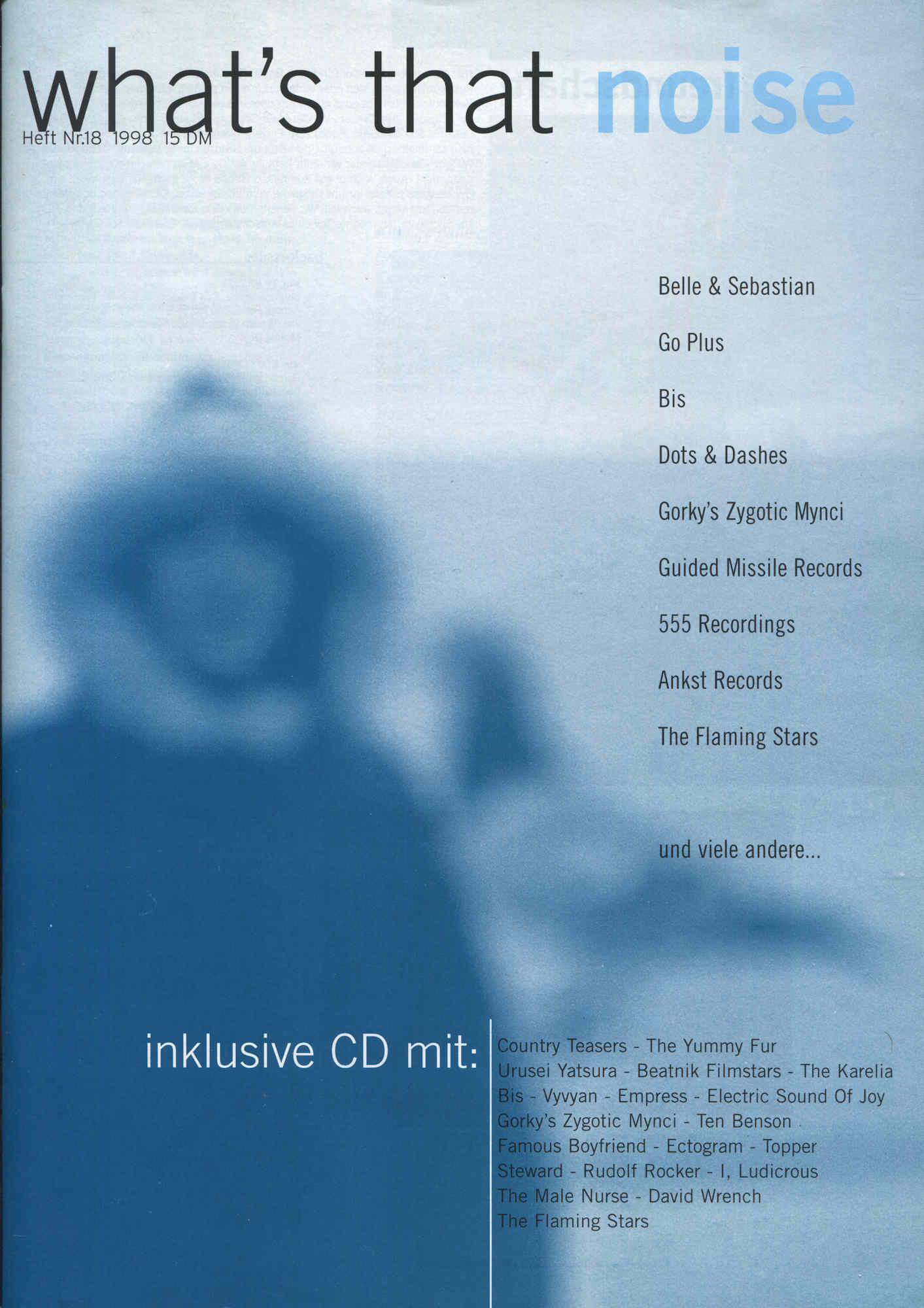
Cover der letzten Ausgabe von „What’s That Noise“ aus dem Jahr 1998

What´s that noise war ein deutsches Musikfanzine aus Bielefeld in Nordrhein-Westfalen. Die Zeitschrift wurde 1988 gegründet und existierte rund zehn Jahre, in denen 18 Hefte erschienen. Ab 1992 veröffentlichte das Fanzine auch Tonträger. So gibt es neun EPs mit verschiedenen nationalen und internationalen Künstlern, die den Heften beilagen, sowie zwei Alben.

## Geschichte
Die Gründer des Fanzines orientierten sich stark an der damals einflussreichen Kölner Musikzeitschrift SPEX. Ein Schwerpunkt der Berichterstattung bildete die sogenannten Hamburger Schule, ein Begriff, der in einem Artikel in What´s that noise erstmals verwandt wurde. Weiter beschäftigte man sich mit populären amerikanischen Gitarrenbands wie Nirvana oder Bad Religion.
Die Gründer und Mitarbeiter kamen unter anderem aus dem Umfeld der Bielefelder Band Hip Young Things und waren später unter anderem für den Westdeutschen Rundfunk oder das Fußballmagazin 11 Freunde tätig.

## EPs
Ab 1992 lag dem Fanzine eine EP mit überwiegend unveröffentlichten Songs unterschiedlicher Musiker und Stilrichtungen bei. Viele Stücke sind nur auf diesen EPs zu finden und später nie wieder veröffentlicht worden.

### Neuseeland (1992)
- The Terminals – Something Dark
- The Dead C. – Tränenbeutel
- Jefferies/Carter/Bull – Guided Tour (Live)
- Alastair Galbraith – Screaming E[4]

### 1992
- Hip Young Things – Nightstop
- T.T. Posse – Noizze-Time
- Melting Defile – Never Tired
- Speed Niggs – Six Six Seven[5]
- Cell – Fall
- Sonic Youth with Yamatsuka Eye – No II[6]

### 1993
- Cpt. Kirk &. – House Haus (Live)
- Die Regierung – Ganz tief unten
- Pygmys – Hangover
- Seven Sioux – Wrench (Live)[7]
- Cordelia’s Dad – Standing Stones
- Uncle Tupelo – 15 Keys (Live)
- Swell – Comfort 48
- Fellow Travellers – Twas All The Fault Of My Jealousy[8]

### 1994
- Fugees – Untitled[9]
- Me In The Rye – Just In June
- Esperanto Knarf Rellöm – Postkartenflut
- Killer Shrews – Big River[10]

### 1995
- Locust Fudge – Gold
- Sportsguitar – Sweet Water
- The Builders – Flax (Delay Mix By Melting Defile)
- Gary Lucas – Autobahn (Live)
- I, Ludicrous – Autobiography?[11]

### 1996
- The Fall – US 80's – 90's (Live)
- Drome – Moon On My Screen (Dubversion)
- Autechre – P.I.O.B (Mix Two)[12]

### 1997
- Half Man Half Biscuit – Dead Men Don't Need Season Tickets
- Faust – Pythagorane
- Die Goldenen Zitronen – Diese Menschen Sind Ehrlich (Live)
- David Thomas – And Two Pale Boys – Morbid Sky[13]

## Weitere Veröffentlichungen

### Me In The Rye
- 1994 veröffentlichte What’s that noise das Album Atmosphärehandel (CD und LP) der Band Me In The Rye mit 11 Songs.[14]

### Plan Boom (Sampler)
1998 veröffentlichte What’s that noise den CD-Sampler Plan Boom. Die Auflage war limitiert auf 1.000 Exemplare.
1. Country Teasers – Black Eggs – 2:41
2. The Yummy Fur – Fantastic Legs – 2:11
3. Urusei Yatsura – Majest – 2:31
4. Beatnik Filmstars – Life Amongst The Cowboys – 2:42
5. The Karelia – Visions In A World Without Spectacles (Remix) – 2:43
6. Bis – Shocking Shopaholic (Demoversion) – 2:42
7. Vyvyan – I. N. V. U. – 2:36
8. Empress – Of Interest, But Not Important – 1:55
9. Electric Sound Of Joy – Come With Us (Ben Ra Mix) – 5:39
10. Gorky’s Zygotic Mynci – If Fingers Were Xylophones – 3:10
11. Ten Benson – Evil Heat (Acoustic Version) – 3:39
12. Famous Boyfriend – I Find It Hard To Let Go – 3:20
13. Ectogram – In Shadow – 6:32
14. Topper (4) – Cwpan Mewn Dwr – 2:42
15. Steward – I Would See You Right – 1:18
16. Rudolf Rocker – Plan Boom – 3:37
17. I, Ludicrous – Away From The Rabble – 3:20
18. The Male Nurse – The Clinking Of The Crockery – 3:14
19. David Wrench – Love's Last Shadow – 2:15
20. The Flaming Stars – A Hell Of A Woman (Live) – 3:15